# پرده هوا

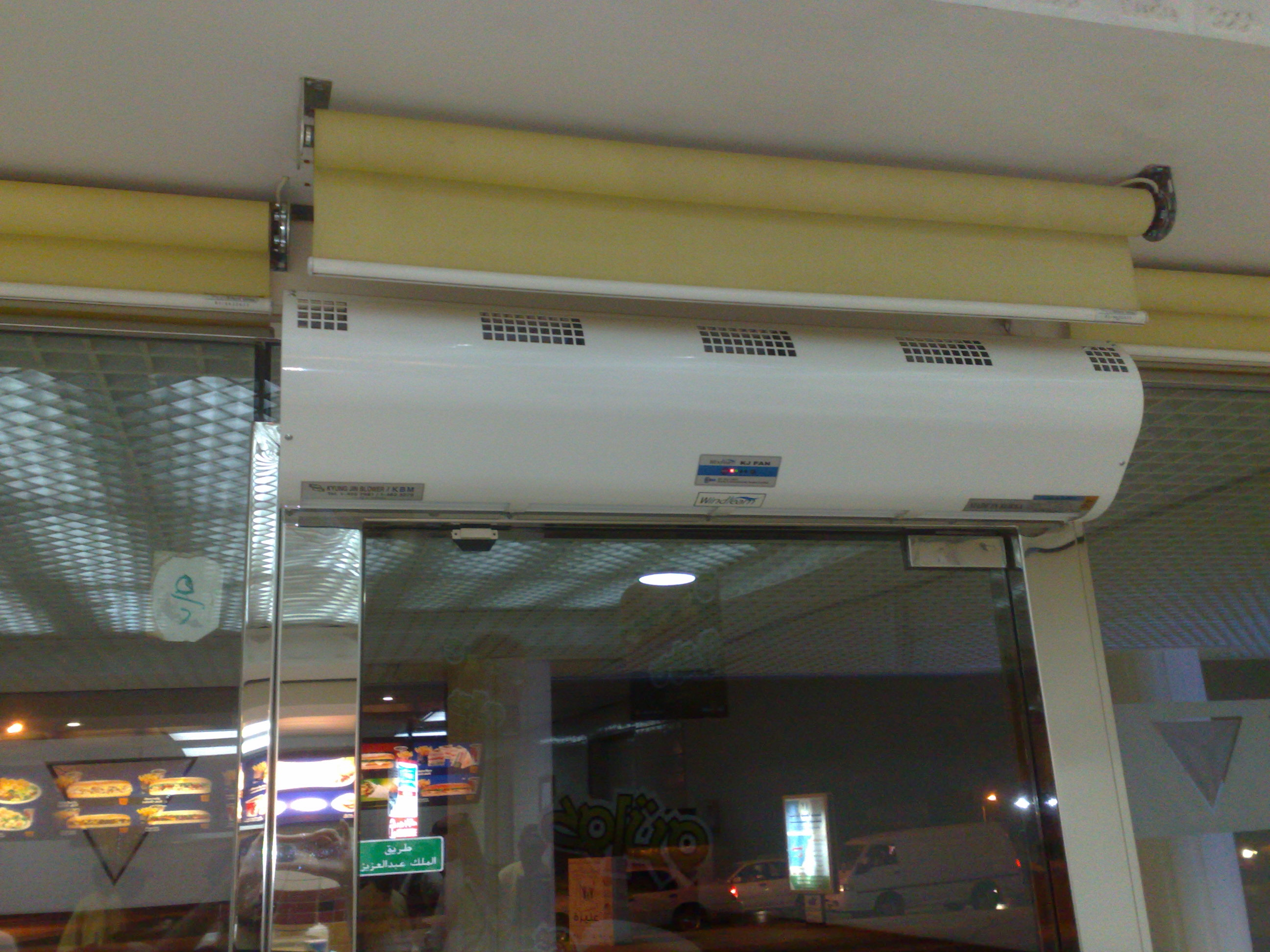
پرده هوا

درب هوا (به انگلیسی: Air door) یا پرده هوا (به انگلیسی: Air curtain) دستگاهی است که برای جلوگیری از جابجایی هوا یا آلاینده‌ها از یک فضای باز به فضای دیگر بکار می‌رود. رایج‌ترین کاربرد آن به‌صورت یک فن دمنده رو به پایین است که بالای ورودی یک ساختمان یا بازشویی بین دو فضای دارای تهویه با دماهای متفاوت نصب می‌شود.
پرده هوا می‌تواند برای گرم کردن هوا همراه با گرم‌کن یا بدون آن باشد. فن باید برای تولید جریان هوایی که بتواند به کف زمین برسد، به‌اندازه کافی قدرتمند باشد. در میان مقالات علمی مطالعاتی وجود دارد که برای پیش‌بینی کارایی هوابندی حاصل از یک پرده هوا روش‌های تحلیلی ارائه می‌دهند.

## تعاریف
انجمن مهندسان گرمایش، سرمایش و تهویه مطبوع آمریکا پرده هوا را این گونه تعریف می‌کند: «پرده هوا در ساده‌ترین کاربرد خود، جریان مداوم گسترده‌ای از هوا است که در عرض ورودی یک فضای دارای تهویه مطبوع در گردش است. این پرده با هدایت جریان هوا به بالای ورودی نفوذ حشرات و هوای نامطبوع را به داخل فضای دارای تهویه مطبوع کاهش می‌دهد. لایه جریان هوا با سرعت و زاویه‌ای حرکت می‌کند که مانع نفوذ هرگونه جریان هوا می‌شود. به‌طور کلی اثر پرده هوا در ایجاد حائل در میان ورودی از ۶۰ تا ۸۰٪ متفاوت است».
انجمن کنترل و جریان هوا پرده هوا را به این صورت تعریف می‌کند: «یک جریان هوا با جهت کنترل‌شده که در سراسر ارتفاع و عرض یک بازشو حرکت کرده و نفوذ یا انتقال هوا از یک سمت بازشو به سمت دیگر را کاهش داده یا از ورود حشرات پرنده، گردوغبار یا خاک ناشی از رفت‌وآمد جلوگیری می‌کند».

## کاربردها

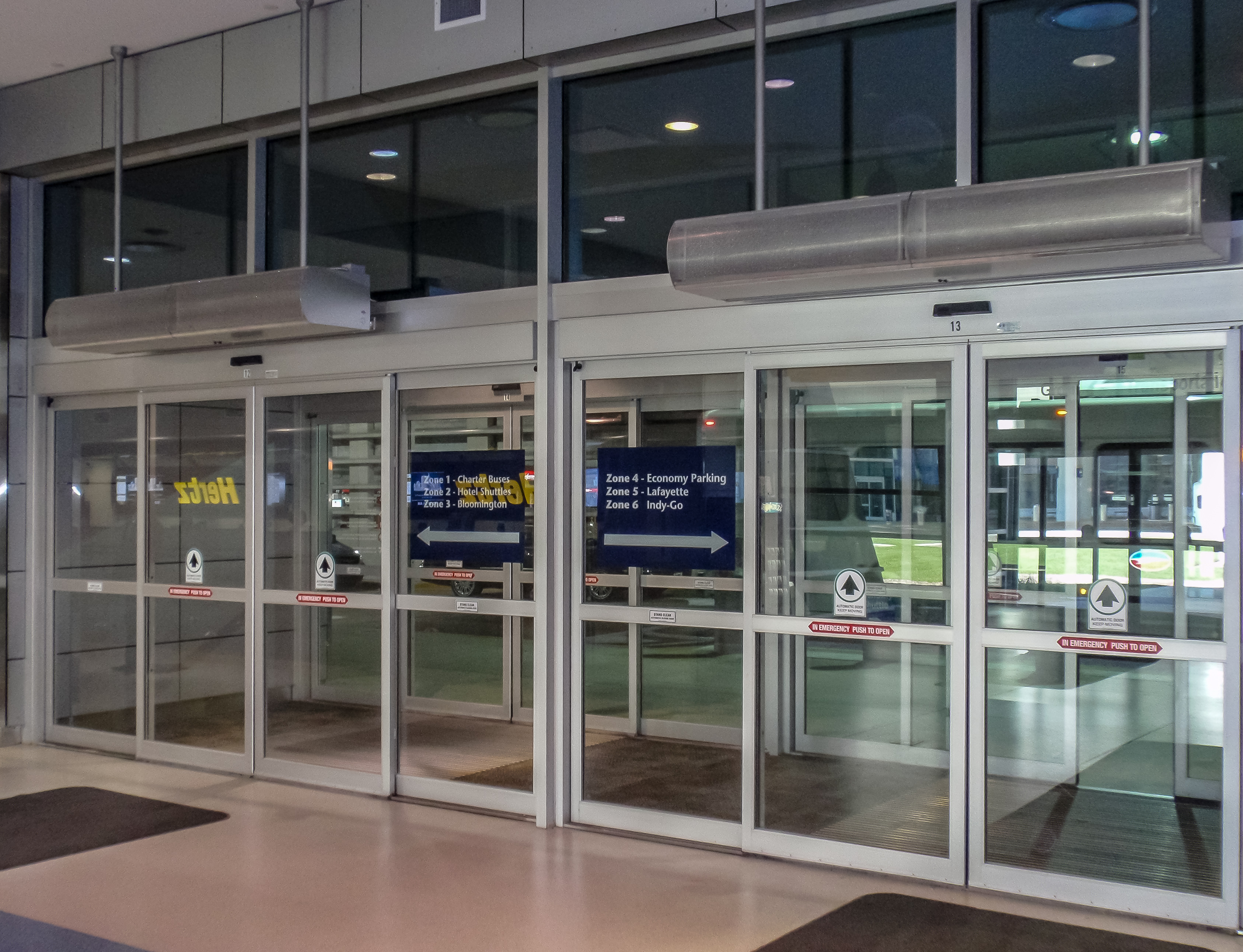
پرده هوا

پرده‌های هوا اغلب جایی بکار می‌رود که در آن درها برای مقاصد کارکردی باید باز بماند؛ ازجمله در اسکله‌های بارگیری و ورودی‌های خودرو. می‌توان از آن‌ها به‌منظور بیرون نگه‌داشتن حشرات پرنده با ایجاد تلاطم شدید یا بیرون نگه‌داشتن هوای بیرونی و لذا کاهش نفوذ از طریق بازشو کمک گرفت. از طریق ترکیب هوای سرد با هوای گرمی که با پرده هوا گرم شده‌است می‌توان از جریان هوای سرد جلوگیری کرد. پرده‌های هوای گرم معمولاً زمانی که برای یک فضا به گرمای مکمل نیاز باشد و همچنین برای کاهش سنجه باد-سرما از میان بازشو در اقلیم‌های سرد، بکار می‌رود.
کاربردهای دیگر عبارتند از ورودی مشتریان، آشیانه هواپیماها، درهای بار کشتی، هدایت از طریق پنجره‌ها، درب رستوران‌ها یا درهای دریافت کالا از کشتی. پرده‌های هوای غیر گرم اغلب توأم با ذخیره‌سازی سرما و سردخانه‌ها بکار می‌رود.

## اثربخشی
جریان هوا از میان یک در به نیروهای باد، اختلاف دماها (همرفت) و اختلاف فشار بستگی دارد. وقتی اختلاف فشار بین داخل و خارج ساختمان تا حد امکان خنثی باشد، درب‌های هوا در بهترین حالت کار می‌کنند. فشارهای منفی، اختلاف دمای شدید، نزدیکی به آسانسور یا رطوبت شدید ممکن است از اثربخشی پرده هوا بکاهد.
مؤثرترین پرده هوا برای نگه‌داشتن هوای تهویه شده در داخل یک ساختمان با درب باز دارای سرعت دهانه بالا در بازشو خواهد بود که با جریان بالا به پایین و بازیابی هوا از طریق توده‌هوای در حال چرخش و بازگشت به فن‌های منبع تولید می‌شود. این پیکربندی در ساختمان جدید عملی است اما پیاده‌سازی آن در ساختمان‌های موجود دشوار است. اگر سرعت باد بیرونی کم باشد پرده هوا مؤثرتر است. در سرعت‌های بالاتر باد، میزان اختلاط هوا افزایش می‌یابد و نسبت هوای خارجی کل جریان سطح بیشتر می‌شود. تحت شرایط ایده‌آل باد صفر، اثربخشی پرده هوا در بالاترین حد خود است. در مناطق بادخیز، پرده هوا می‌تواند هوابندی کاملی ایجاد کند اما اغلب برای کاهش میزان نفوذ از یک بازشو، بکار می‌رود.
سرعت بالای سطح برای شرایط صنعتی قابل‌قبول است. برای کاربردهای تجاری مانند ورودی فروشگاه‌ها، آسایش کاربر سرعت دهانه پایین را ایجاب می‌کند که اثربخشی جدایی هوای بیرونی از هوا داخلی را کاهش می‌دهد.

## مقایسه با گرم‌کن‌های بالای در

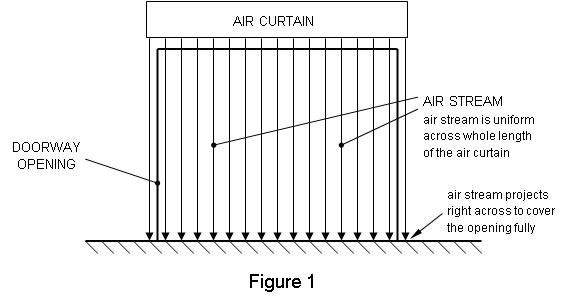

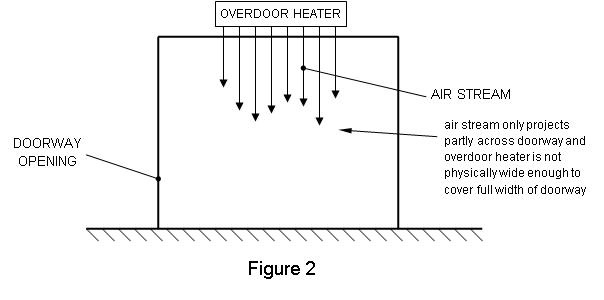

گروه تهویه مطبوع پرده هوا مستقر در انگلیس گرم‌کن‌های بالای در را واحدهای کوچک فن گرم شونده برقی یا آبی با نرخ جریان حجم هوای کم توصیف می‌کند. این گرم‌کن‌ها را باید در درگاه‌هایی عابران کمی از ان عبور می‌کند بیشتر اوقات بسته هستند نصب کرد و در فراهم کردن گرما مفید هستند. بااین‌حال، نباید آن‌ها را جایگزین پرده هوا در نظر گرفت.
تفاوت‌های عمده عبارت‌اند از:
پرده هوا برای پوشش کامل عرض یک درگاه طراحی می‌شود، درحالی‌که گرم‌کن بالای در ممکن است خیلی کوچک باشد.
فن‌های یک پرده هوا برای جریان هوا در تمام عرض درگاه به‌اندازه کافی قدرتمند است. فن گرم‌کن‌های بالای در ممکن است چندان قدرتمند نباشد.
نازل تخلیه روی پرده هوا برای یک جریان هوای یکنواخت در سراسر عرض درگاه مناسب است اما ممکن است در مورد گرم‌کن بالای در این‌طور نباشد.

## تأثیر بر روی مصرف انرژی
پرده هوا را می‌توان برای صرفه‌جویی در انرژی از طریق کاهش انتقال گرما (توسط انتقال جرم هنگام اختلاط هوا در آستانه) بین دو فضا بکار برد، هر چند یک درب فیزیکی بسته و به‌خوبی هوابندی شده خیلی مؤثرتر است. معمولاً ترکیبی از این دو استفاده می‌شود. وقتی در باز است پرده هوا روشن شده، جریان هوا را از داخل به خارج و برعکس، به حداقل می‌رساند.
پرده هوا می‌تواند با کاهش بار وارد بر سیستم گرمایش یا تهویه هوای ساختمان هزینه خرید خود را طی چند سال جبران کند. [نیازمند منبع] معمولاً برای روشن و خاموش کردن پرده هوا هنگام باز و بسته شدن درب مکانیسمی مانند سوئیچ درب وجود دارد که پرده هوا تنها در صورت بازبودن درب کار می‌کند.

## طراحی
روش طراحی مهندسی معتبر برای محاسبه جریان هوا و ظرفیت حرارتی یک پرده هوا با کاربرد تهویه مطبوع در راهنمای کاربردی 97/2 BSRIA توضیح داده شده‌است.

## تعمیر و نگهداری پرده هوا
دستگاه پرده هوا به دلیل حساسیت و اینکه باید به صورت مداوم کار کند نیاز دارد که به صورت دوره ای و منظم در جهت سرویس و نظافت دستگاه اقدام شود تا در جهت افزایش طول عمر دستگاه اقدامات مناسبی انجام گیرد
حتماً باید دقت شود به دلیل اینکه دستگاه پرده هوا در برابر رسیدن رطوبت عایق بندی نشده از رسیدن هر گونه مایع به قسمت حساس از قبیل موتور و مرکز کنترل جلوگیری گردد.